# Situla von Kuffern
Die Situla von Kuffern wurde 1891 in einer Schottergrube bei Kuffern in der niederösterreichischen Gemeinde Statzendorf gefunden und von Lambert Karner geborgen. Sie ist eine etwa 25 cm hohe bronzene Situla (lat. „Eimer“), die in der Bronze- und frühen Eisenzeit im etruskisch-italischen Gebiet und in der Hallstattkultur verbreitet war. Sie stammt aus dem 5. Jahrhundert v. Chr. und ist mit einem getriebenen figuralen Relief verziert. Die Situlenkunst ist stiltypisch für die Kulturen dieser Zeit in der Region und eine wichtige Quelle mit zeitgenössischen Abbildungen.

## Beschreibung
Die Situla von Kuffern ist die bisher am weitesten nordöstlich nachgewiesene Bronzearbeit im so genannten „Situlenstil“. Hauptverbreitungsgebiete dieser Verzierung sind Oberitalien und der slowenisch-krainische Raum. Im Vergleich mit der Schnabelkanne vom Dürrnberg steht diese Situla in der Hallstatttradition und zeigt wenig Einflüsse des jüngeren La-Tene-Stils.
Auf der Situla von Kuffern sind auf einem umlaufenden Band Szenen aus dem Leben eines keltischen Herrn zu sehen.
- In der ersten Szene ist ein Mann dargestellt, der auf einem Sitzmöbel ruht und eine Trinkschale hält. Ein mit einem Schurz bekleideter Diener schöpft aus einer Situla Wein in diese Schale. Ein dritter bekleideter Mann (mit einer Art Hut) trägt zwei Gefäße (mit Deckel) fort. Rechts befindet sich eine vierte, kleine Person, vielleicht ein Kind mit derselben Kopfbedeckung.
- Es folgt ein Gestell mit gedrechselten Ständern, die oben in Büsten auslaufen. An dem Gestell hängen sechs Kübel.
- Rechts schließt eine Boxszene an. Zwei nackte Sportler kämpfen mit hantelförmigen Gegenständen. Als Preis dürfte dem Sieger ein zwischen den beiden dargestellter Bronzehelm zustehen. Der mit reichem Federschmuck versehene Helm hängt auf einem gedrechselten Ständer. Links neben den Sportlern stehen zwei Schiedsrichter, die jeweils eine gegabelte Rute in der Hand halten.
- Mehr als die Hälfte des Frieses wird von einem Wagenrennen eingenommen. Neben dem Starter, der einen Stab in die Höhe streckt, stehen, zu den Boxkämpfern blickend, eine weitere kleine Figur und ein Hahn. Rechts davon jagen zwei Reiter vier Streitwagen nach. Die leichten, zweirädrigen Streitwagen werden von je zwei Hengsten gezogen. Die paarweise unterschiedlich gekleideten Wagenfahrer stehen gebückt auf ihrem Gefährt, in der linken Hand die Zügel, in der rechten eine Stange oder eine Gerte. Der vorderste Fahrer wird dargestellt, wie er sich seinen Verfolgern zuwendet, während sich ein Vogel am verlängerten Rücken des Wagenlenkers festhält. Wagenlenker und Reiter tragen die für die frühe La-Tène-Zeit charakteristischen Spitzhelme. Die übrigen Akteure, einschließlich der Kinder, tragen fast alle eine Art Hut.

Das Original befindet sich im Naturhistorischen Museum in Wien.